# Busksparvar
Busksparvar (Chlorospingus) är ett släkte i familjen amerikanska sparvar inom ordningen tättingar. Släktet omfattar åtta till nio arter som förekommer i Latinamerika från sydvästra Mexiko till nordvästra Argentina:
- Glasögonbusksparv (C. flavopectus)
- Tacarcunabusksparv (C. tacarcunae)
- Pirrebusksparv (C. inornatus)
- Gråhuvad busksparv (C. semifuscus)
- Vitbrynad busksparv (C. pileatus)
- Gulskäggig busksparv (C. parvirostris)
- Gulstrupig busksparv (C. flavigularis) 
  - "Orangestrupig busksparv" (C. [f.] hypophaeus) – urskiljs som egen art av BirdLife International
- Gråstrupig busksparv (C. canigularis)

Fågelarten som numera kallas gulgrön tangara (Bangsia flavovirens) behandlades tidigare som en del av släktet. Observera att fåglarna i Pipilo och Melozone tidigare även kallades busksparvar.